# Christopher Ferguson
Christopher J. Ferguson, född 1 september 1961 i Philadelphia, är en amerikansk astronaut uttagen i astronautgrupp 17 den 4 juni 1998.
Under flera år arbetade han för Boeing och skulle flygga den första bemannade testflygnigen av deras CST-100 Starliner.

## Rymdfärder
- Atlantis - STS-115
- Endeavour - STS-126
- Atlantis - STS-135 - Den sista planerade rymdfärjeflygningen.